# Bolbohamatum cyclops
Bolbohamatum cyclops is een keversoort uit de familie cognackevers (Bolboceratidae). De wetenschappelijke naam van de soort werd in 1789 gepubliceerd door Guillaume-Antoine Olivier.